# Schönenbuch
Schönenbuch (baseldeutsch: Schönebuech ˈʃøːnəˌbuə̯χ) ist eine politische Gemeinde im Bezirk Arlesheim des Kantons Basel-Landschaft in der Schweiz.

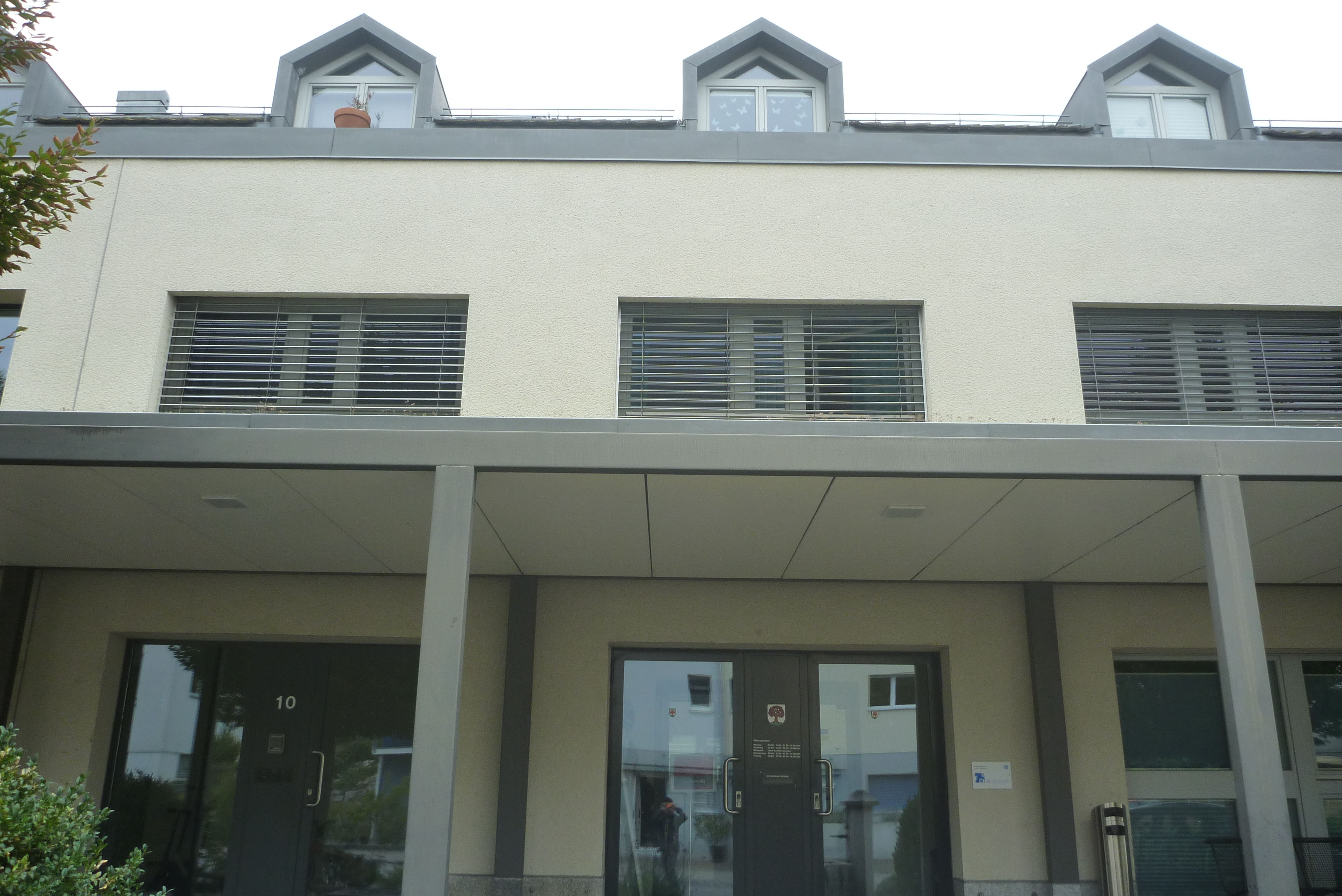
Die Gemeindeverwaltung von Schönenbuch

## Geographie
Schönenbuch liegt im Sundgau auf 355 m ü. M. und ist flächenmässig die zweitkleinste Gemeinde des Kantons Basel-Landschaft. Das Dorf ist auf drei Seiten von Frankreich (Gemeinden Neuwiller und Hagenthal-le-Bas) umschlossen. Einzig im Nordosten hat sie Anschluss an die Baselbieter Gemeinde Allschwil. Die Fläche des Gemeindegebiets beträgt 136 Hektaren, davon sind 71 % Landwirtschaftsfläche, 27 % Siedlungen und 2 % Wald.

## Geschichte
Schönenbuch wurde erstmals 1315 in einer Urkunde erwähnt. Der alemannische Weiler wurde nach einem nahegelegenen Buchengehölz benannt. Im Mittelalter besass das Basler Kloster St. Klara in Schönenbuch einen Hof, welcher wiederholt den Besitzer wechselte und im 17. Jahrhundert an den Stand Solothurn fiel. Da Schönenbuch stets unter der Oberhoheit des Fürstbischofs von Basel stand, teilte es das Schicksal der fürstbischöflichen Vogtei Birseck: 1792 Teil der Raurachischen Republik, 1793 französisch, ab 1815 baslerisch und seit 1832/33 Teil des Kantons Basel-Landschaft. Kirchlich war Schönenbuch bis 1781 mit Hagenthal und ab 1781 mit Allschwil verbunden und besass eine Kapelle. 1825 erhielt es eine eigene Kirche und 1837 einen eigenen Pfarrer. Im Jahr 1862 wurde Schönenbuch eine selbständige Pfarrei. Dank der Nähe zur Stadt Basel hat sich Schönenbuch seit 1945 vom Bauerndorf zu einem begehrten Wohnort entwickelt.

## Wappen
Seit 1945 ist die rote Buche auf dem grünen Dreiberg, auf silbernem Grund, offizielles Wappenschild der Gemeinde Schönenbuch. Das Wappen deutet den Ortsnamen (viel Buchengehölz) an und betont mit dem Dreiberg die Höhenlage des Dorfes. Die Buche steht redend für den Gemeindenamen ‑buch(e). Das offizielle Wappen wurde jedoch erst 1945 eingeführt.
Die Flagge ist weiss-rot. Die Farben Rot und Silber dominieren das Wappen. Wegen der Nähe zu Frankreich wurden diese Farben bewusst gewählt, um die Kantons- und Landeszugehörigkeit zu zeigen.

## Bevölkerung
39 % der Bevölkerung sind römisch-katholisch, 32 % reformiert.

## Wirtschaft
In der Gemeinde wird noch viel Landwirtschaft betrieben. Die Landwirte von Schönenbuch bewirtschaften einen guten Teil ihrer Felder auf Elsässer Boden und führen mit entsprechender Bewilligung (Zollfreipass) die Frucht über die Grenze in die Schweiz. Der grösste Arbeitgeber in der Gemeinde ist das 1973 gegründete Logistikunternehmen Dima Service AG mit Hauptsitz in Schönenbuch, das mit den Filialen über 100 Mitarbeitende beschäftigt.

### Verkehr

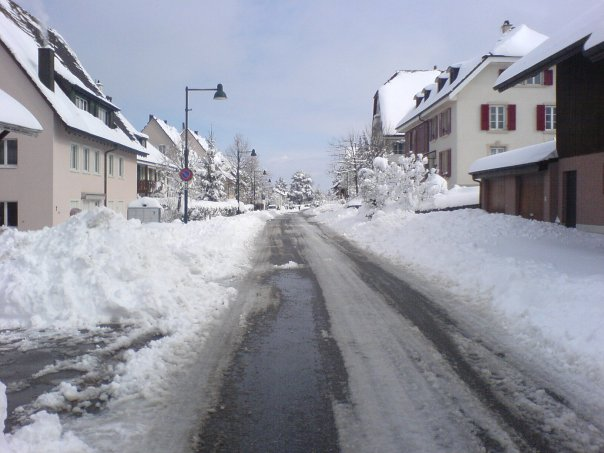
Schönenbuch im Winter 2006

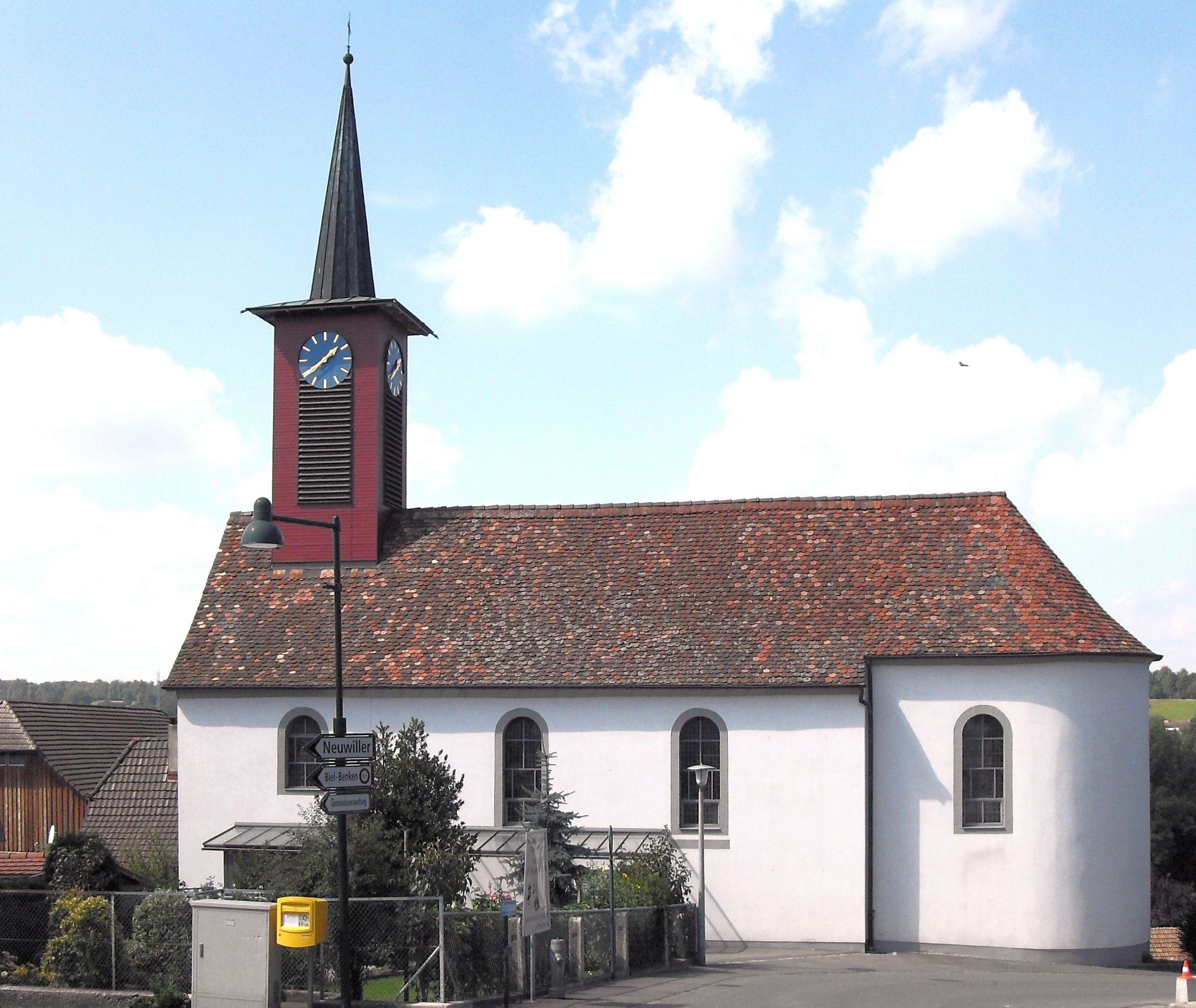
Kirche Johannes der Täufer

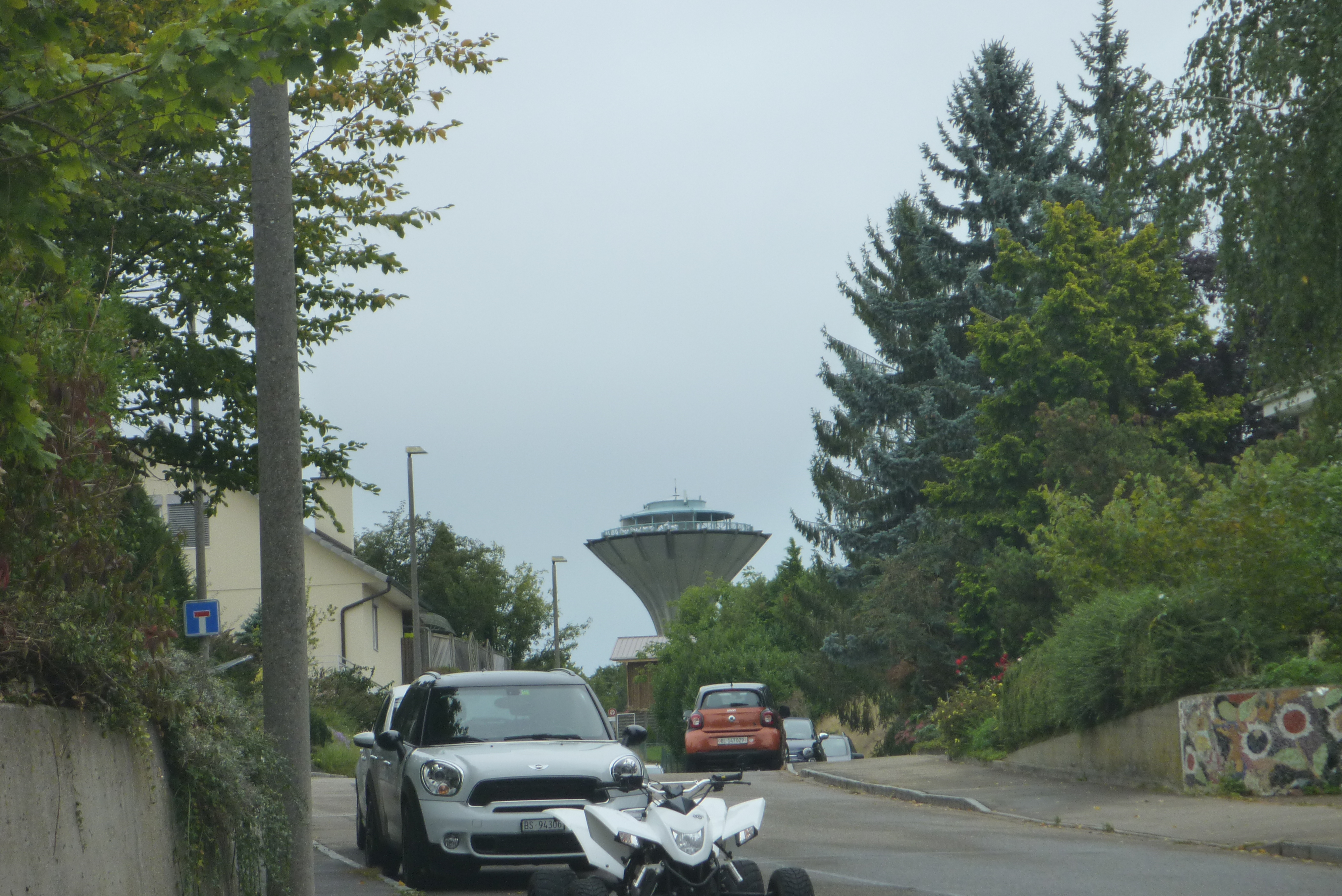
Der «Mittlere Feldweg» in Schönenbuch mit dem Schönenbucher Wasserturm im Hintergrund

Schönenbuch ist durch die Buslinie 33 der Basler Verkehrs-Betriebe (BVB) via Allschwil mit der Stadt Basel verbunden. Strassen führen nach Allschwil und ins französische Neuwiller.

## Politik
Gemeindepräsident ist André Knubel (parteilos, Stand 2025).
Bei den Schweizer Parlamentswahlen 2023 betrugen die Wähleranteile in Schönenbuch: SVP 29,0 % (2019 24,1 %), SP 18,6 % (17,7 %), Mitte 18,4 % (12,0 %), FDP 14,8 % (19,8 %), Grüne 8,2 % (17,2 %), glp 6,7 % (6,2 %), EVP 2,2 % (2,9 %), EDU 0,7 % (–).

## Sehenswürdigkeiten
- Kirche Johannes der Täufer: 1825 erbaut, Hochaltar 1850 von Jodok Friedrich Wilhelm. Zwei Altarbilder von Johann Battista Keller von 1760 stammen von den Seitenaltären der Kirche von Mumpf und wurden 1950 angekauft
- Pfarrhaus und Bauernhäuser im elsässischen Riegelbaustil
- Wasserturm, 1989 erbaut, 1990 eröffnet[7][8]

## Persönlichkeiten
- Jörg Hicklin (* 1932), Bildhauer, Lichtplastiker, Fotograf
- René Küng (* 1934), Bildhauer
- Johann Georg Sütterlin (1826–1907), Theologe und Pfarrer

## Varia
Schönenbuch wird in der ersten Zeile des Baselbieterlieds, der inoffiziellen Hymne des Kantons Basel-Landschaft, erwähnt. Diese Ehre verdankt es dem Umstand, dass es bis zum Kantonswechsel des Laufentals die westlichste Gemeinde im Kanton war.

## Literatur

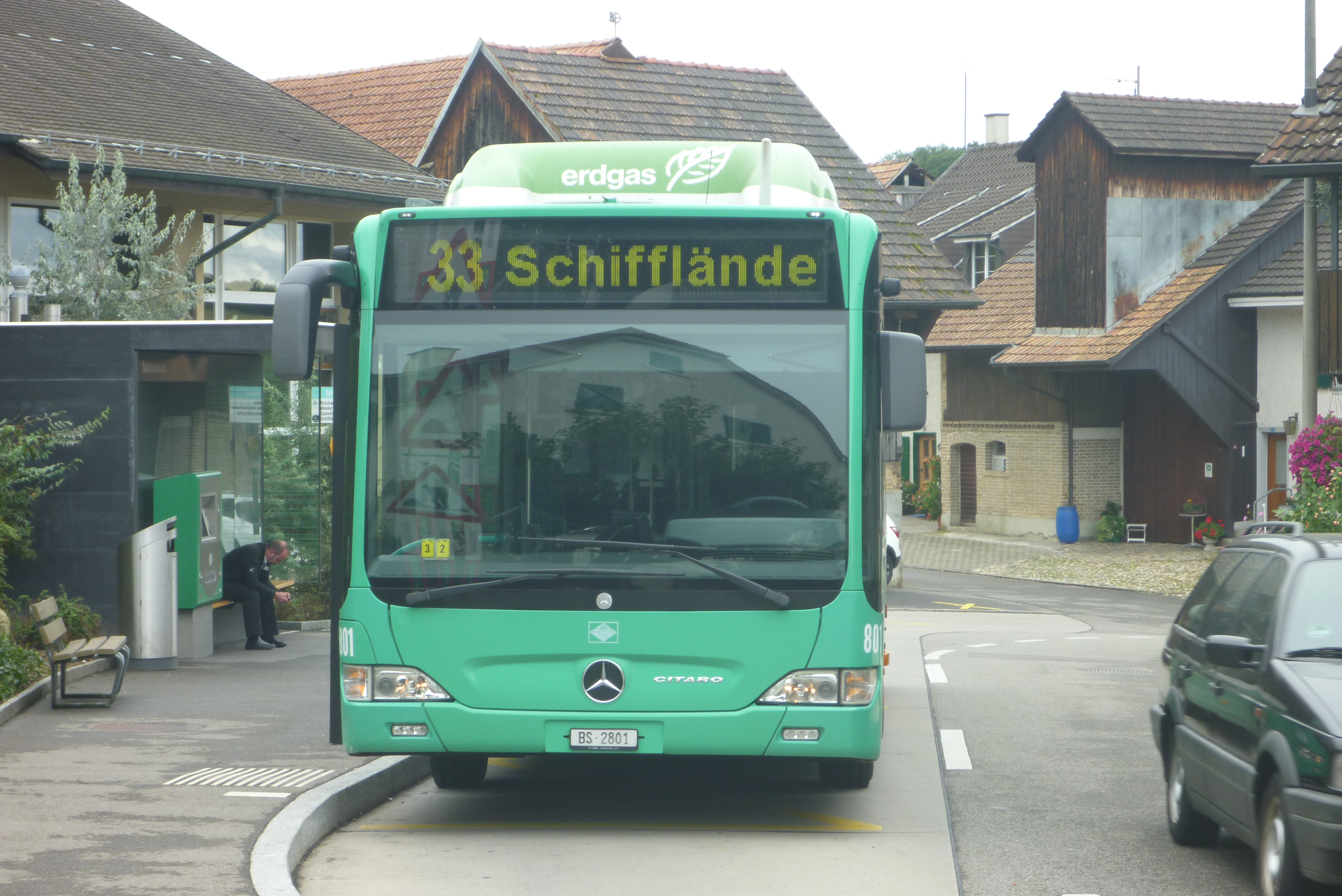
Bus Nr. 33 der BVB an der Haltestelle Schönenbuch Dorf